# Operatie Archway
Operatie Archway was een grootschalige verkenningsoperatie van de Special Air Service (SAS) in Noord-Duitsland tijdens de Tweede Wereldoorlog.
Het hoofddoel van de operatie, die op 25 maart 1945 werd gelanceerd, was verkenning. Daarnaast waren inlichtingen winnen, de bezetting van Kiel, en het opsporen van oorlogsmisdadigers eveneens doelen. Er namen ongeveer 450 Britse SAS-leden deel aan de operatie.